# Enric Vila i Delclòs
|  | No s'ha de confondre amb l'advocat i també escriptor Enric Vila i Casas. |

Enric Vila i Delclòs   (Barcelona, 1972) és un escriptor i periodista català. Llicenciat en Història Contemporània i doctorat en Periodisme, durant anys va ser columnista a El Punt Avui i a la revista Sàpiens. Actualment escriu al mitjà digital El Nacional i al blog «Dietari a destemps». A més, imparteix classes a la Facultat de Ciències de la Comunicació de la Universitat Ramon Llull.

## Obra publicada
- Néstor Luján: entre el rostre i la màscara. La construcció d'una identitat de supervivència (Angle, 2003)
- Lluís Companys: la veritat no necessita màrtirs (La Esfera de los Libros, 2006)
- El nostre heroi Josep Pla (A Contra Vent Editors, 2009)[4]
- Breu història de la Rambla (Galàxia Gutenberg, 2012)
- Londres-Paris-Barcelona: viatge al cor de la tempesta (Galàxia Gutenberg, 2014)[5]
- Un estiu a les trinxeres (Pòrtic, 2015)[6]